# Ibrahim Salameh
Ibrahim Salameh SMSP (* 10. Dezember 1945 in Marmarita, Gouvernement Homs, Syrien) ist ein syrischer melkitisch griechisch-katholischer Ordensgeistlicher und emeritierter Apostolischer Exarch von Argentinien.

## Leben
Ibrahim Salameh trat der Ordensgemeinschaft der Paulisten bei und empfing am 13. Juli 1975 das Sakrament der Priesterweihe.
Am 15. August 2013 ernannte ihn Papst Franziskus zum Titularbischof von Palmyra dei Greco-Melkiti und bestellte ihn zum Apostolischen Exarchen von Argentinien. Der melkitisch griechisch-katholische Patriarch von Antiochien, Gregor III. Laham BS, spendete ihm am 28. September desselben Jahres die Bischofsweihe; Mitkonsekratoren waren der Erzbischof von Beirut und Jbeil, Cyrille Salim Bustros SMSP, und der Erzbischof von Baalbek, Elias Rahal SMSP.
Am 14. Januar 2023 nahm Papst Franziskus seinen altersbedingten Rücktritt an.